# Боаси сен Лежер
Боаси сен Лежер (фр. Boissy-Saint-Léger) је насељено место у Француској у региону Париски регион, у департману Долина Марне.
По подацима из 2011. године у општини је живело 16.354 становника, а густина насељености је износила 1829,31 становника/km².

## Демографија
| 1962. | 1968. | 1975. | 1982.  | 1990.  | 2011.  |
| ----- | ----- | ----- | ------ | ------ | ------ |
| 4.146 | 5.128 | 9.372 | 12.733 | 15.120 | 16.354 |